# Яценко Олександр Павлович
Олекс́андр П́авлович Яц́енко (нар. 12 березня 1980, Черкаси) — сучасний український художник живописець, член Національної спілки художників України (2007).

## Життєпис
Олександр Яценко народився 12 березня 1980 року в Черкасах.
Спеціалізовану художню освіту отримав у Державній художній середній школі імені Тараса Шевченка в Києві, де навчався у 1992—1999 рр, відділення живопису. Викладачі: Пузирькова Л. В., Самохін В. К.
З 1999 по 2007 навчався в Національній академії образотворчого мистецтва і архітектури, на факультеті живопису. У 2003—2007 роках у майстерні професора Феодосія Гуменюка.
З 2016 року член Спілки дизайнерів України.

### Особисте життя
Одружений, виховує сина.

## Творчість
Олександр Яценко працює у галузі станкового малярства.